# 26 (число)
Вижте пояснителната страница за други значения на 26.
Двайсет и шест (също и двадесет и шест) е естествено число, предхождано от двайсет и пет и следвано от двайсет и седем. С арабски цифри се записва 26, а с римски – XXVI. В десетична позиционна бройна система числото 26 се записва с две цифри – 2 (две) и 6 (шест).

## Математика
- 26 е четно число.
- 26 е съставно число.
- 26 е безквадратно число.
- 26 е сбор на първите четири нечетни прости числа (3+5+7+11 = 26).
- 26 е единственото число, което е с 1 по-голямо от квадратно число и с 1 по-малко от кубично число (5²+1 = 26 = 3³-1).[3]
- 26 е най-малкото число, което не е палиндром, но квадратът му е палиндром (26² = 676).

## Други факти
- Химичният елемент под номер 26 (с 26 протона в ядрото на всеки свой атом) e желязо.
- Английската азбука има 26 букви.
- Швейцария има 26 кантона.
- В стандартно тесте карти за игра има 26 черни и 26 червени карти.
- 26 седмици е половин година.